# Пещерный парк Грабовача

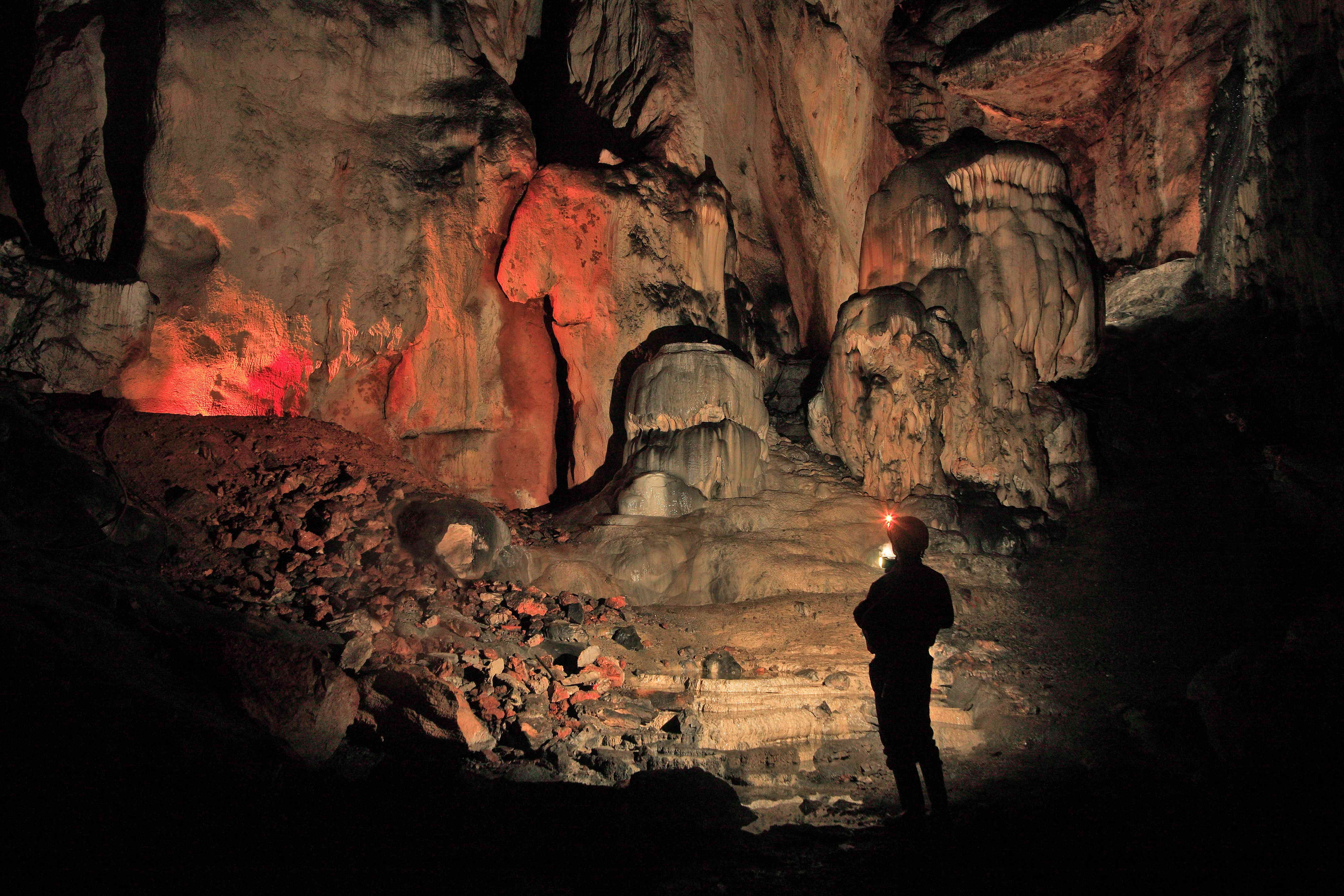
В пещере Самоград в Грабоваче

Грабовача (хорв. Grabovača) — гора и комплекс пещер (пещерный парк), расположенный Хорватии в исторической области Лика рядом с городом Перушич (в 2,5 км от его центра). Государственное учреждение «Пещерный парк Грабовача» было основано в 2006 году. Площадь его территории составляет 595,5 га.
Пещерный парк расположен на горе высотой 770 м, относящихся к массиву Велебит. На западе граничит с карстовой долиной реки Лика.
На восточной стороне горы находятся исторические памятники: башни кулы XVI века и церковь XVII века. На Грабоваче множество подземных карстовых пещер. Пещерный комплекс изобилует кальцитовыми образованиями. В его состав входят 6 пещер и одна карстовая шахта, из них 3 пещеры признаны памятниками природы.
Парк находится под местной охраной и управлением. Пещеры доступны для посещения в любое время года, кроме зимы.

## Пещера Самоград
Из пещер наибольшей популярностью пользуется Самоград, расположенная на восточном склоне горы на высоте 675 м над уровнем моря. Её длина составляет 240 м, высота сводов — от 4 до 30 м. Ширина в некоторых местах доходит до 25-30 м. От входа пещера постепенна расширяется, переходит в зал и затем вновь сужается. Для удобства туристов оборудованы ступени и тропы. Температура воздуха в пещере составляет 7-10°C.
Всего в пещере 4 зала. Первый из них, зал Фраса, назван в честь местного школьного инспектора Юлия Фраса, который в 1850 описал пещеру. Второй, зал Перушич, назван в честь дворянского рода Перушич. Зал Карловича назван в честь Ивана Карловича, местного правителя XVI века. Наконец, зал Кукулевича, назван в честь историка Ивана Кукулевича-Сакцинского, который занимался антропологическими исследованиями пещеры.